# Kína az 1992. évi téli olimpiai játékokon
Kína a franciaországi Albertville-ben megrendezett 1992. évi téli olimpiai játékok egyik részt vevő nemzete volt. Az országot az olimpián 6 sportágban 32 sportoló képviselte, akik összesen 3 érmet szereztek.

## Érmesek
| Érem  | Versenyző | Sportág                    | Versenyszám |
| ----- | --------- | -------------------------- | ----------- |
| Ezüst | Ye Qiaobo | Gyorskorcsolya             | Női 500 m   |
| Ezüst | Ye Qiaobo | Gyorskorcsolya             | Női 1000 m  |
| Ezüst | Li Jan    | Rövidpályás gyorskorcsolya | Női 500 m   |

## Alpesisí
Női
| Versenyző | Versenyszám            | 1. futam | 1. futam | 2. futam | 2. futam | Összesítés | Összesítés |
| Versenyző | Versenyszám            | Idő      | Hely.    | Idő      | Hely.    | Idő        | Helyezés   |
| --------- | ---------------------- | -------- | -------- | -------- | -------- | ---------- | ---------- |
| Li Xueqin | Műlesiklás             | 1:10,00  | 47.      | 1:02,55  | 39.      | 2:12,55    | 39.        |
| Li Xueqin | Óriás-műlesiklás       | 1:19,88  | 44.      | 1:25,91  | 37.      | 2:45,79    | 35.        |
| Li Xueqin | Szuperóriás-műlesiklás |          |          |          |          | 1:48,86    | 47.        |
| Liu Yali  | Műlesiklás             | 1:03,44  | 40.      | 58,00    | 33.      | 2:01,44    | 33.        |
| Liu Yali  | Óriás-műlesiklás       | 1:25,91  | 48.      | 1:25,21  | 36.      | 2:51,12    | 38.        |
| Liu Yali  | Szuperóriás-műlesiklás |          |          |          |          | 1:43,50    | 45.        |

## Biatlon
Férfi
| Versenyző                                        | Versenyszám      | Lövőhiba | Időeredmény | Helyezés |
| ------------------------------------------------ | ---------------- | -------- | ----------- | -------- |
| Tang Guoliang                                    | 10 km sprint     | 1        | 30:22,6     | 75.      |
| Tang Guoliang                                    | 20 km egyéni     | 1        | 1:03:39,1   | 52.      |
| Tan Hongbin                                      | 10 km sprint     | 2        | 29:55,9     | 70.      |
| Tan Hongbin                                      | 20 km egyéni     | 5        | 1:07:24,1   | 75.      |
| Wang Weiyi                                       | 10 km sprint     | 1        | 30:06,0     | 71.      |
| Wang Weiyi                                       | 20 km egyéni     | 3        | 1:03:30,0   | 50.      |
| Song Wenbin                                      | 10 km sprint     | 1        | 29:39,3     | 63.      |
| Song Wenbin                                      | 20 km egyéni     | 8        | 1:10:39,7   | 82.      |
| Tan Hongbin Tang Guolinag Wang Weiyi Song Wenbin | 4 × 7,5 km váltó | 1        | 1:33:52,4   | 17.      |

Női
| Versenyző                            | Versenyszám      | Lövőhiba      | Időeredmény   | Helyezés      |
| ------------------------------------ | ---------------- | ------------- | ------------- | ------------- |
| Song Aiqin                           | 7,5 km sprint    | 3             | 27:21,2       | 29.           |
| Song Aiqin                           | 15 km egyéni     | 5             | 57:31,3       | 30.           |
| Liu Giulan                           | 7,5 km sprint    | nem ért célba | nem ért célba | nem ért célba |
| Liu Giulan                           | 15 km egyéni     | 5             | 59:55,4       | 49.           |
| Wang Jinfen                          | 7,5 km sprint    | 2             | 27:53,2       | 35.           |
| Wang Jinfen                          | 15 km egyéni     | 10            | 1:03:53,0     | 65.           |
| Vang Csin-ping                       | 7,5 km sprint    | 1             | 28:42,4       | 52.           |
| Vang Csin-ping                       | 15 km egyéni     | 7             | 1:03:01,1     | 61.           |
| Vang Csin-ping Liu Giulan Song Aigin | 3 × 7,5 km váltó | 4             | 1:23:51,0     | 12.           |

## Gyorskorcsolya
Férfi
| Versenyző          | Versenyszám | Eredmény | Helyezés |
| ------------------ | ----------- | -------- | -------- |
| Song Chen          | 500 m       | 37,58    | 9.       |
| Song Chen          | 1000 m      | 1:16,74  | 21.      |
| Liu Hongbo         | 500 m       | 37,66    | 11.      |
| Taj Csün (Dai Jun) | 500 m       | 38,51    | 27.*     |
| Taj Csün (Dai Jun) | 1000 m      | 1:19,21  | 40.      |
| Liu Yanfei         | 1000 m      | 1:17,59  | 30.      |
| Liu Yanfei         | 1500 m      | 1:58,44  | 18.      |
| Liu Yanfei         | 5000 m      | 7:25,56  | 24.      |

Női
| Versenyző                | Versenyszám | Eredmény       | Helyezés       |
| ------------------------ | ----------- | -------------- | -------------- |
| Liu Junhong              | 1500 m      | 2:11,61        | 24.            |
| Liu Junhong              | 3000 m      | 4:49,13        | 26.            |
| Liu Junhong              | 5000 m      | 8:04,31        | 16.            |
| Ye Qiaobo                | 500 m       | 40,51          |                |
| Ye Qiaobo                | 1000 m      | 1:21,92        |                |
| Csang Csing (Zhang Qing) | 1500 m      | 2:11,26        | 23.            |
| Csang Csing (Zhang Qing) | 3000 m      | 4:39,46        | 21.            |
| Csang Csing (Zhang Qing) | 5000 m      | 8:04,71        | 18.            |
| Xue Ruihong              | 500 m       | 41,47          | 13.            |
| Xue Ruihong              | 1000 m      | 1:25,11        | 27.            |
| Wang Xiuli               | 500 m       | nem ért célba~ | nem ért célba~ |
| Liu Yuexi                | 500 m       | 41,85          | 19.            |
| Liu Yuexi                | 1000 m      | 1:24,71        | 22.            |

* - egy másik versenyzővel azonos eredményt ért el

~ - a futam során elesett

## Műkorcsolya
| Versenyző         | Versenyszám  | Rövid program     | Rövid program | Rövid program | Kűr               | Kűr     | Kűr         | Összesítés         | Összesítés |
| Versenyző         | Versenyszám  | Több. hely. száma | Hely.         | Hely. pont.   | Több. hely. száma | Hely.   | Hely. pont. | Helyezési pontszám | Helyezés   |
| ----------------- | ------------ | ----------------- | ------------- | ------------- | ----------------- | ------- | ----------- | ------------------ | ---------- |
| Zhang Zhubin      | Férfi egyéni | 6×25+             | 25.           | 12,5          | kiesett           | kiesett | kiesett     | kiesett            | kiesett    |
| Csen Lu (Chen Lu) | Női egyéni   | 5×11+             | 11.           | 5,5           | 5×5+              | 5.      | 5,0         | 10,5               | 6.         |

| Versenyző          | Versenyszám | Kötelező tánc 1   | Kötelező tánc 1 | Kötelező tánc 1 | Kötelező tánc 2   | Kötelező tánc 2 | Kötelező tánc 2 | Eredeti (original) tánc | Eredeti (original) tánc | Eredeti (original) tánc | Kűr               | Kűr   | Kűr         | Összesítés         | Összesítés |
| Versenyző          | Versenyszám | Több. hely. száma | Hely.           | Hely. pont.     | Több. hely. száma | Hely.           | Hely. pont.     | Több. hely. száma       | Hely.                   | Hely. pont.             | Több. hely. száma | Hely. | Hely. pont. | Helyezési pontszám | Helyezés   |
| ------------------ | ----------- | ----------------- | --------------- | --------------- | ----------------- | --------------- | --------------- | ----------------------- | ----------------------- | ----------------------- | ----------------- | ----- | ----------- | ------------------ | ---------- |
| Han Bing Jiang Hui | Jégtánc     | 9×18+             | 18.             | 3,6             | 9×18+             | 18.             | 3,6             | 9×18+                   | 18.                     | 10,8                    | 9×18+             | 18.   | 18,0        | 36,0               | 18.        |

## Rövidpályás gyorskorcsolya
Férfi
| Versenyző | Versenyszám | Előfutam | Előfutam | Negyeddöntő | Negyeddöntő | Elődöntő | Elődöntő | B döntő | B döntő | Döntő   | Döntő   | Helyezés |
| Versenyző | Versenyszám | Idő      | Hely.    | Idő         | Hely.       | Idő      | Hely.    | Idő     | Hely.   | Idő     | Hely.   | Helyezés |
| --------- | ----------- | -------- | -------- | ----------- | ----------- | -------- | -------- | ------- | ------- | ------- | ------- | -------- |
| Li Lianli | 1000 m      | 1:37,85  | 2.       | 1:33,90     | 4.          | kiesett  | kiesett  | kiesett | kiesett | kiesett | kiesett | 13.      |

Női
| Versenyző                                     | Versenyszám  | Előfutam | Előfutam | Negyeddöntő | Negyeddöntő | Elődöntő | Elődöntő | B döntő | B döntő | Döntő   | Döntő   | Helyezés |
| Versenyző                                     | Versenyszám  | Idő      | Hely.    | Idő         | Hely.       | Idő      | Hely.    | Idő     | Hely.   | Idő     | Hely.   | Helyezés |
| --------------------------------------------- | ------------ | -------- | -------- | ----------- | ----------- | -------- | -------- | ------- | ------- | ------- | ------- | -------- |
| Wang Xiulan                                   | 500 m        | 47,49    | 1.       | 47,56       | 1.          | 48,04    | 3.       | 1:34,12 | 4.      |         |         | 8.       |
| Li Jen                                        | 500 m        | 48,33    | 1.       | 48,33       | 1.          | 48,33    | 2.       |         |         | 47,08   | 2.      |          |
| Zhang Yanmei                                  | 500 m        | kizárták | kizárták | kiesett     | kiesett     | kiesett  | kiesett  | kiesett | kiesett | kiesett | kiesett | kiesett  |
| Li Jen Wang Xiulan Zhang Yanmei Li Changxiang | 3000 m váltó |          |          |             |             | kizárták | kizárták | kiesett | kiesett | kiesett | kiesett | 8.       |

## Sífutás
Férfi
| Versenyző | Versenyszám         | Eredmény  | Helyezés |
| --------- | ------------------- | --------- | -------- |
| Wu Jintao | 10 km               | 34:45,9   | 80.      |
| Wu Jintao | 15 km üldözőverseny | 51:30,6   | 72.      |
| Wu Jintao | 30 km               | 1:38:54,5 | 68.      |
| Wu Jintao | 50 km               | 2:29:59,7 | 62.      |

Női
| Versenyző           | Versenyszám         | Eredmény  | Helyezés |
| ------------------- | ------------------- | --------- | -------- |
| Gong Guiping        | 5 km                | 17:48,0   | 57.      |
| Gong Guiping        | 10 km üldözőverseny | 36:46,2   | 55.      |
| Gong Guiping        | 15 km               | 50:56,3   | 46.      |
| Gong Guiping        | 30 km               | 1:43:08,2 | 53.      |
| Vang Jen (Wang Yan) | 5 km                | 17:56,8   | 58.      |
| Vang Jen (Wang Yan) | 10 km üldözőverseny | 38:30,3   | 56.      |
| Vang Jen (Wang Yan) | 15 km               | 50:57,3   | 47.      |
| Vang Jen (Wang Yan) | 30 km               | 1:49:08,5 | 54.      |